# Färbungsfreie Viabilität
Die färbungsfreie Viabilitätsmessung ist ein gängiges Verfahren in der Zellbiologie und Mikrobiologie, um die Lebensfähigkeit von Zellen bzw. Bakterien zu bestimmen. Die Unterscheidung zwischen lebenden und toten Zellen erfolgt im Labor in der Regel durch die Markierung der Zellen mit einem Farbstoff. Mittels Proliferation, der In-situ-Mikroskopie oder digitaler holographischer Mikroskopie kann das Zellviabilitäts-Assay auch färbungsfrei erfolgen.

## Einsatz der Viabilitätsmessung
Die Messung der Zellviabilität gehört zu den Routineverfahren im Labor. Ihre Ergebnisse stellen die Grundlage für sämtliche Experimente der Zellkultur dar.
Zum Einsatz kommt die Methode unter anderem
- beim Passagieren von Zellen zur Überprüfung der Viabilität, um deren Weiterverwendung zu beurteilen,
- zur Erstellung der Dosis-Wirkungs-Kurve, die den Effekt eines Wirkstoffes auf die Viabilität der Zellen in Abhängigkeit von der Wirkstoff-Konzentration zeigt,
- bei der Kryokonservierung: Bei der Lagerung von Zellen in flüssigem Stickstoff wird die Viabilität vor dem Einfrieren und nach dem Auftauen gemessen. Das gibt Aufschluss darüber, ob die konservierten Zellen für einen späteren Einsatz verwendet werden können.

## Methoden zur Viabilitätsbestimmung mittels eines Farbstoffs
Zu den gängigen Methoden der Viabilitätsbestimmung mit Farbstoff zählen:
- die Trypanblaufärbung: Zur Bestimmung der Zellviabilität wird Probenflüssigkeit mit Azofarbstoff versetzt. Das Trypanblau kann die Membran toter Zellen durchdringen, nicht aber die der intakten Zellen. Durch die Blaufärbung der toten Zellen können diese unter dem Mikroskop eindeutig von lebenden Zellen unterschieden und gezählt werden.
- der MTT-Test: Die Methode zur Überprüfung der metabolischen Zellaktivität beruht auf der Reduktion von gelbem, wasserlöslichem Tetrazoliumsalz in blaues wasserunlösliches Formazan.
- die Lebend-Tot-Färbung: Die Identifizierung lebender und toter Zellen erfolgt meist durch das Anfärben mit den Farbstoffen Fluorescein-Diacetat und Propidiumiodid. Während Fluorescein-Diacetat in lebende Zellen diffundiert und verstoffwechselt wird, wobei durch Hydrolyse grün fluoreszierendes Fluoreszein entsteht, diffundiert das Propidiumiodid durch die permeable Membran toter Zellen. Die Bindung an DNA und RNA der Zelle bewirkt deren rot-orange Färbung.[2]

Die Messung mithilfe von Farbstoffen kann sich unter Umständen negativ auf die Messresultate auswirken. Eine mögliche Folge ist die Ungenauigkeit der Ergebnisse.
Wird die Methode der Trypanblaufärbung angewendet, muss eine zügige Messung erfolgen, um die Werte nicht zu verfälschen. Trypanblau bindet sich leicht an Proteine und wirkt toxisch auf lebende Zellen. Dadurch erhöht sich der Anteil toter Zellen bei längerer Inkubation mit dem Azofarbstoff.
Zudem darf die Probe kein Serum enthalten. Dieses enthält ebenfalls Proteine, an die sich Trypanblau binden kann. In diesem Fall würde eine höhere Zellvitalität ermittelt werden als tatsächlich gegeben ist.
Weitere Limitierungen der Trypanblaufärbung ergeben sich durch die abnehmende Farbintensität, wodurch die Messung lediglich eine Momentaufnahme darstellt, sowie durch die ausschließliche Differenzierung zwischen lebenden und toten Zellen, nicht zwischen Zelltypen.

## Methoden zur färbungsfreien Viabilitätsbestimmung
Zusätzlich zur Messung der Viabilität mittels Einfärbung der Zellen existieren färbungsfreie Messmethoden.

### Viabilitätsmessung durch Proliferationsnachweis
Bei diesem Verfahren werden die gesamte Zellkultur und die Zellteilung innerhalb eines bestimmten Zeitraums betrachtet. Ein Merkmal lebender Zellen ist die Zellproliferation. Aus dem beobachteten Flächenwachstum lassen sich Rückschlüsse auf die Viabilität der Zellkultur ableiten. Alternativ lässt sich auch die Expression von Proliferationsmarkern wie beispielsweise das Protein Ki-67 als Proliferationsnachweis nutzen.

### Digitale holographische Mikroskopie (DHM)
Diese Methode wendet die digitale Holographie auf die Mikroskopie an. Dabei wird nicht ein projiziertes Bild der untersuchten Zellen aufgezeichnet, sondern die Informationen werden als digitales Hologramm rekonstruiert. Bei dem Verfahren werden die Brechungseigenschaften des Lichts genutzt, um Informationen über die Zellen zu gewinnen. Aus der Lichtbrechung der Zellstrukturen lassen sich Rückschlüsse auf gewisse biologische Eigenschaften ziehen. Die Interpretation der Messwerte erfolgt hierbei in der Regel über neuronale Netzwerke.
Grundlegende Funktionsbestandteile der DHM
- LED als Lichtquelle
- Probe
- Kamera zur Detektion des Hologramms
- digitale Rekonstruktion des optischen Bildes
- neuronales Netzwerk zur Interpretation des Bildes[5]

Vorteile der digitalen holographischen Mikroskopie
- relativ einfacher Messaufbau ohne komplexe optische Linsensysteme[6]

- Im Gegensatz zur optischen Mikroskopie ist keine exakte Fokussierung der Untersuchungsebene notwendig
- größeres Sichtfeld [6] im Vergleich zur Lichtmikroskopie

## Messung per digitaler Holographie
Lebende und tote Zellen weisen charakteristische Parameter auf, die mittels digitaler holographischer Mikroskopie analysiert werden können. Insbesondere die Zellmembran zeichnet sich in Abhängigkeit zur Viabilität der Zelle durch typische Muster aus. Diese Merkmale lassen sich mithilfe von neuronalen Netzwerken (CNNs) analysieren und klassifizieren. In der Regel erfolgt dies durch eine zweistufige Verarbeitung: Ein erstes neuronales Netzwerk dient der Identifikation von Zellen. Identifizierte Zellen werden durch ein zweites neuronales Netzwerk aufgrund ihrer Beugungseigenschaften hinsichtlich ihrer Viabilität klassifiziert. Es erfolgt in der Regel eine Einteilung in lebende Zellen, tote Zellen und nicht-interpretierbare Zellen. Die Ergebnisse können in einem Histogramm ausgegeben werden.
Vorteile der färbungsfreien Messmethode
- Zellen sind bei der Messung keinen toxischen Stoffen ausgesetzt
- Zeitersparnis durch den Wegfall von Färbungsprozessen
- Analyse auf Einzelzellebene
- Zeitersparnis durch Wegfall des Inkubationsschrittes[6]

## Wissenschaftliche Studien zur Holographie-Methode
Die digitale holographische Mikroskopie zum Zell-Monitoring wurde beispielsweise beim Test zur Wirkung von Zytostatika auf Krebszellen angewendet. Signifikante Unterschiede in Zellwachstum, Viabilität und Zelltod konnten mithilfe der Methode nachgewiesen werden.
Mölder et al. konnten belegen, dass die digitale holographische Mikroskopie genauso präzise automatische Zellzählungen ermöglicht wie eine konventionelle manuelle Zellzählung.